# Máxima Zorreguieta
Pour les articles homonymes, voir Cerruti (homonymie) et Zorreguieta.
Titre
Reine consort des Pays-Bas
Depuis le 30 avril 2013
(12 ans, 3 mois et 1 jour)
Máxima Zorreguieta Cerruti, née le 17 mai 1971 à Buenos Aires (Argentine), de nationalités argentine et néerlandaise, est l’actuelle reine consort des Pays-Bas.
Elle devient, en 2002, princesse des Pays-Bas, princesse d’Orange-Nassau, dame d’Amsberg par son mariage avec le prince Willem-Alexander des Pays-Bas, prince d’Orange, fils de la reine Beatrix. Ainsi, le 30 avril 2013, date à laquelle l’abdication de la reine Beatrix en faveur de son fils Willem-Alexander prend effet, la princesse Máxima devient reine des Pays-Bas,.
Le couple héritier de la Couronne néerlandaise, a eu, à la suite de son mariage, trois filles : Catharina-Amalia, Alexia et Ariane. Après leur père, l’aînée d’entre elles devrait devenir reine des Pays-Bas alors que les cadettes seraient de potentielles erfgename (néerlandais pour « héritières ») compte tenu de leur position (2e et 3e respectivement) dans l’ordre de succession au trône.
Aux Pays-Bas, la reine Máxima s’implique dans la vie du pays, comme tous les membres de la famille royale. Outre ses représentations lors de cérémonies officielles telles le Koningsdag ou le Prinsjesdag, Máxima inaugure des constructions, assiste à des représentations ou des galas de charité, accompagnée ou non de son époux alors titré prince d’Orange. La reine est l’un des membres privilégiés choisis par la monarchie pour représenter le royaume à l'étranger, notamment au travers des nombreuses visites d’État.
Du fait de sa formation dans le domaine de la finance, la reine Máxima est aujourd’hui l’une des avocates spéciales des Nations unies pour la finance inclusive et elle prête, dans son pays d’adoption, une attention toute particulière à la question de l’immigration, du fait de ses origines argentines.

## Biographie

### Jeunesse et carrière civile
Máxima Zorreguieta, née le 17 mai 1971 à Buenos Aires, est le premier enfant de Jorge Zorreguieta (1928-2017) et de sa seconde épouse María del Carmen Cerruti (née en 1944). Máxima a trois frères et sœur (Martín, Juan et Inés) et trois demi-sœurs issues du premier mariage de son père avec Martha López Gil.
La famille Zorreguieta est d'ascendance italienne et basque espagnole et est installée en Argentine depuis plusieurs générations. Le premier ancêtre argentin de la famille Zorreguieta est José Antonio Zorreguieta, originaire d’Elduain, une petite commune du Guipuscoa proche de Saint-Sébastien (Espagne), qu’il a quittée en 1791. Des recherches généalogiques montrent également que Máxima descend par son père d’Alphonse III de Portugal ainsi que de nombreuses familles nobles de la péninsule Ibérique.
Fille d’un ministre argentin du gouvernement dictatorial du général Videla, Máxima Zorreguieta passe une enfance privilégiée dans une famille de la bourgeoisie portègne (c’est-à-dire, de Buenos Aires). En 1988, âgée de 17 ans, Máxima décroche son baccalauréat argentin au sortir de la Northlands School de Buenos Aires. Après ses études à l’Université catholique argentine, elle obtient un diplôme en sciences économiques en 1995. Elle travaille ensuite pour des sociétés financières en Argentine, à New York et en Europe. Ses études dans le domaine financier la poussent, par la suite, à quitter l’Amérique du Sud pour le nord du continent ou encore l’Europe.
Inés Zorreguieta, sœur cadette de Máxima est retrouvée morte le 6 juin 2018 dans son appartement de Buenos Aires. La thèse du suicide est privilégiée.

### Rencontre avec le prince héritier

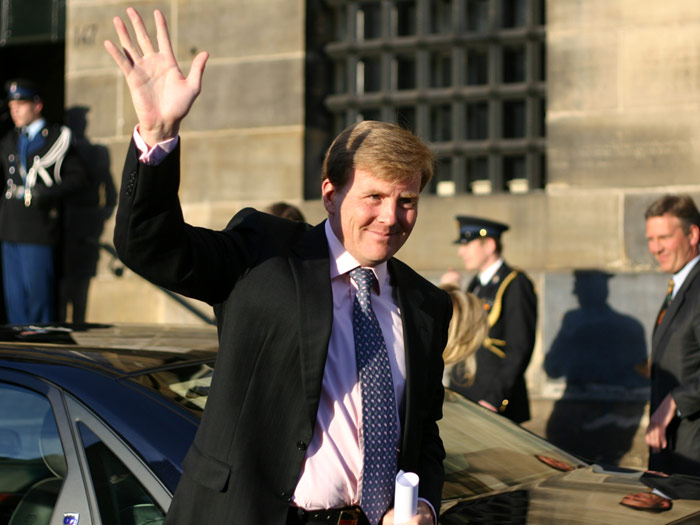
Le roi Willem-Alexander, en 2003 alors prince d’Orange.

Máxima rencontre l’héritier du trône des Pays-Bas en avril 1999 à l’occasion de la foire printanière de Séville (Espagne), où il se présente en simple Néerlandais et non en prince. Trois semaines plus tard, le prince d’Orange — n’ayant toujours pas révélé sa qualité princière — rejoint Máxima à New York, où elle travaille pour la banque britannique Dresdner Kleinwort Benson.

### Annonce du mariage et controverses
Les toutes premières images officielles de Máxima et du prince d’Orange apparaissent dans la presse néerlandaise lors du 63e anniversaire de la reine Beatrix. Une fois l’annonce du mariage faite le 30 mars 2001, Máxima acquiert la nationalité néerlandaise le 17 mai 2001 et le 3 juillet de la même année, le Sénat et la Chambre des députés acceptent le projet de loi déposé par le cabinet autorisant le mariage du couple.

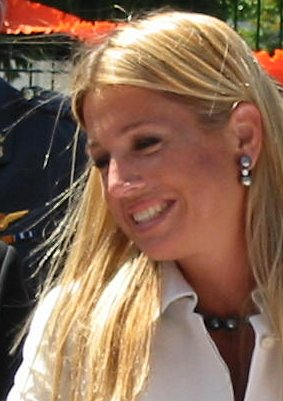
Máxima, en 2003.

Aux Pays-Bas, les nouvelles de la relation entre Máxima et le prince héritier et l’éventuel mariage qui pourrait en résulter causent une controverse au sein de l’opinion publique. En effet, le père de Máxima, Jorge Horacio Zorreguieta a participé au régime du président argentin Jorge Rafael Videla. Sur demande du Parlement des Pays-Bas, Michiel Baud, professeur néerlandais spécialiste de l’histoire des États latino-américains, a fait une enquête sur l’implication de Jorge Zorreguieta dans la « guerre sale »,. Bien que Zorreguieta affirmât qu’il n’était pas au courant de la tenue d’une telle guerre en Argentine, arguant qu’il était simple civil, Michiel Baud a estimé peu probable qu’une personne avec une telle position au sein du gouvernement ait pu l’ignorer. Pour autant, le rapport du spécialiste de l’Amérique latine montre que le père de Máxima n’était pas impliqué dans les disparitions et morts sous la dictature videlienne. La question de son éventuelle présence au mariage princier a aussi été débattue pendant quelques mois, au point qu’il n’a pas pu assister à la cérémonie,,.

### Mariage

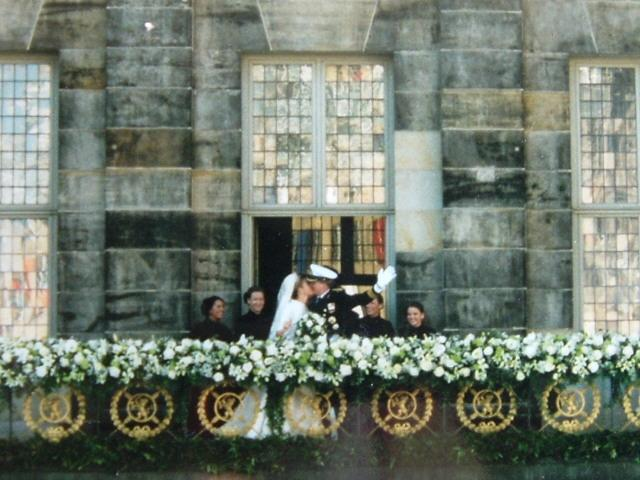
Baiser du couple héritier au balcon du palais royal d’Amsterdam le jour de leur mariage, en 2002.

Le 2 février 2002, la cérémonie civile est présidée par Job Cohen, maire d’Amsterdam à la bourse de Berlage. Le même jour, le révérend Carel ter Linden célèbre la cérémonie religieuse en la Nieuwe Kerk d'Amsterdam.
Au printemps 2003, le couple s’installe à Eikenhorst. Naissent de leur union trois filles : Catharina-Amalia (2003), Alexia (2005) et Ariane (2007).
Comme tous les princes néerlandais de la maison d’Orange-Nassau, Willem-Alexander appartient à l’Église protestante néerlandaise. Contrairement à ce qui s’était passé lors du mariage de sa tante la princesse Irène des Pays-Bas lorsqu’elle avait épousé le prince Charles-Hugues de Bourbon-Parme, catholique, la question de la religion de Máxima (elle aussi catholique) n’a presque pas été discutée, excepté lors de débats et dans les mouvements protestants radicaux. Ainsi, lors de son mariage, Máxima n’abjure pas sa foi catholique.

### Activités en tant que princesse héritière des Pays-Bas

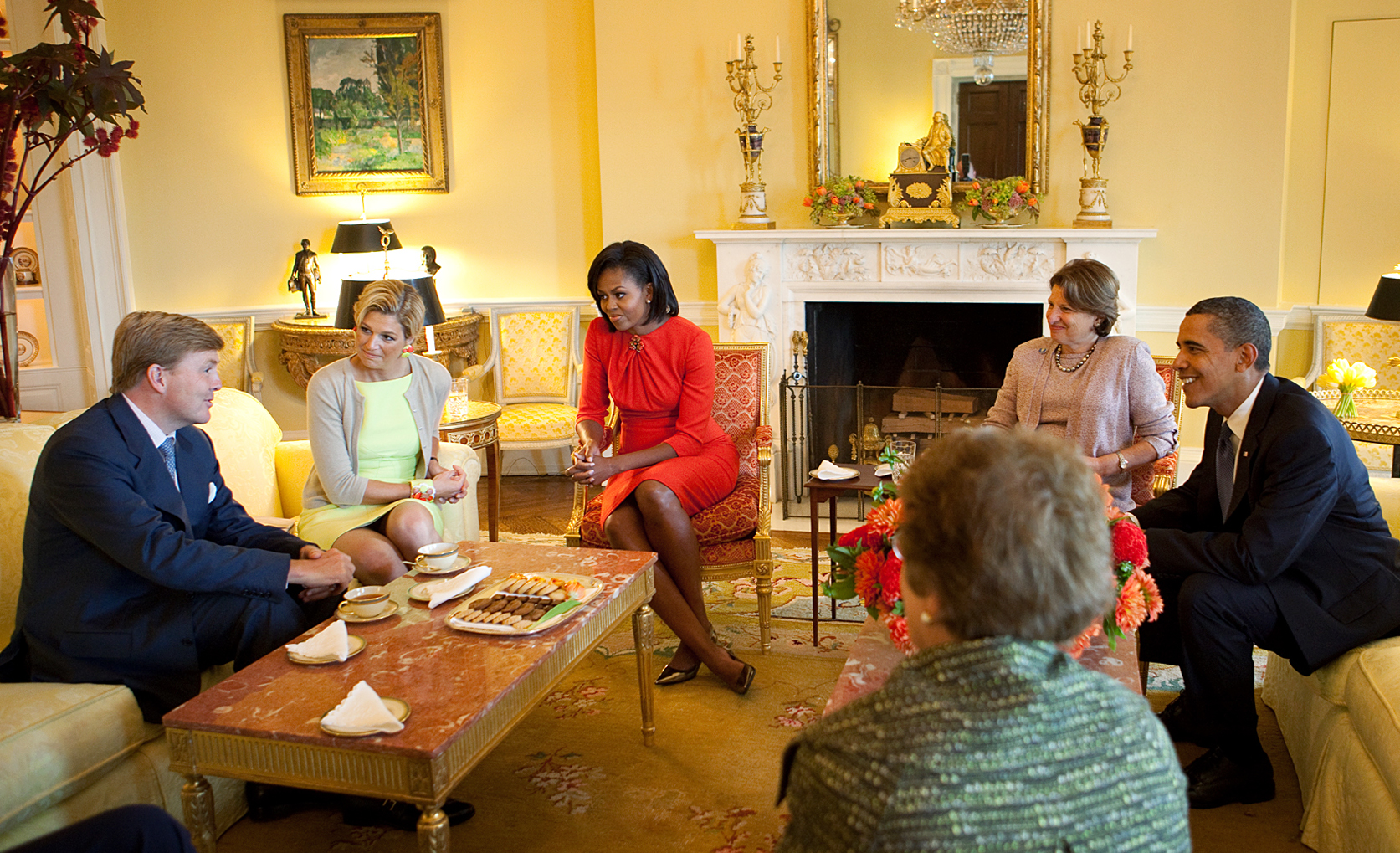
Les princes héritiers des Pays-Bas à la Maison-Blanche, le 11 septembre 2009.

Princesse héritière, Máxima met en valeur la question de l’intégration des immigrants dans la culture néerlandaise. Membre d’une commission parlementaire spéciale dont les objectifs étaient de trouver des façons d’accroître la participation des femmes immigrées au marché du travail, la princesse souligne aussi l’importance pour les nouveaux arrivants aux Pays-Bas d’apprendre la langue néerlandaise afin de participer pleinement à la vie de la société. D’ailleurs, Máxima, qui pratique l’anglais et l’espagnol (sa langue natale), a appris comme troisième langue le néerlandais en arrivant aux Pays-Bas.

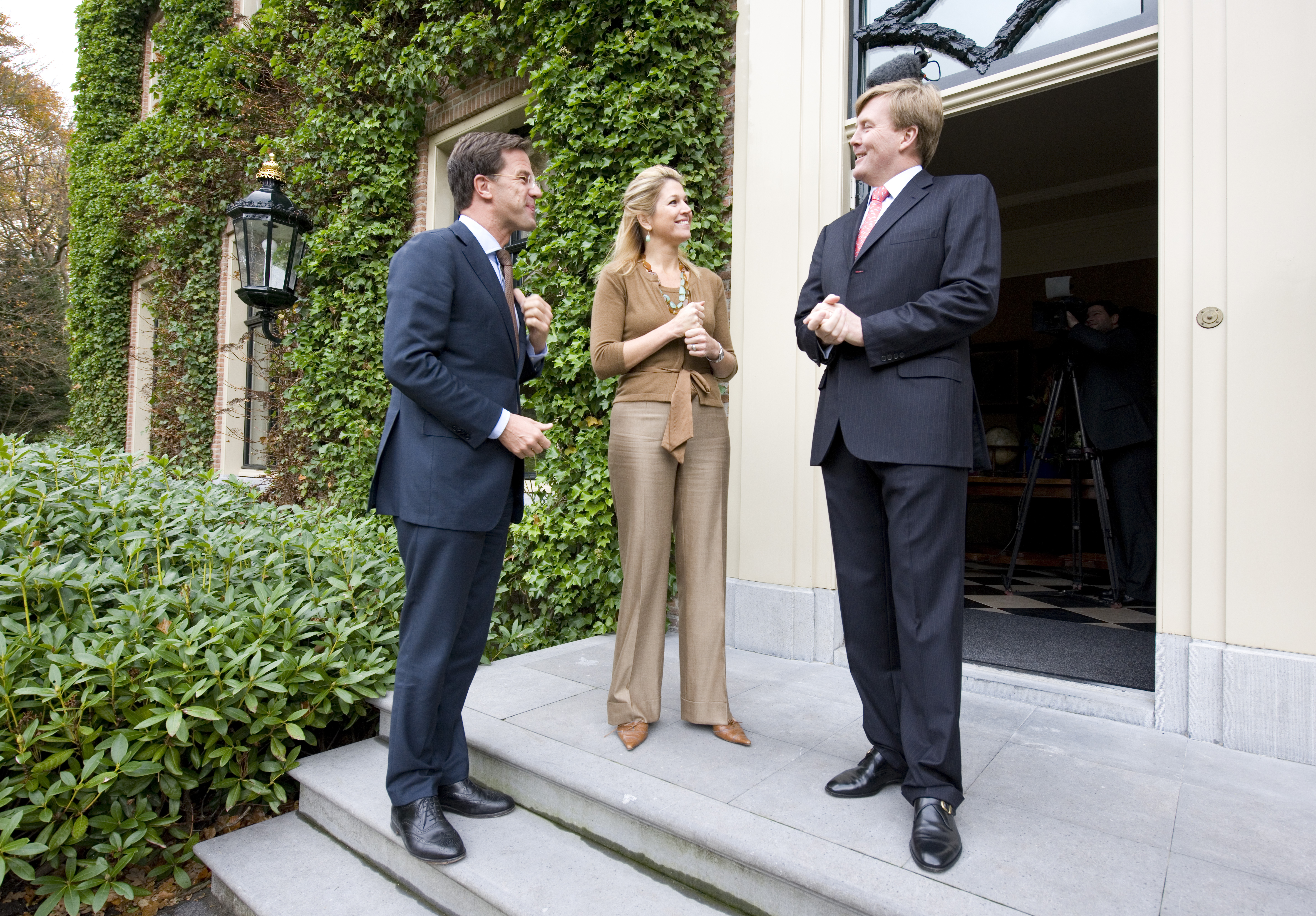
Le prince d’Orange, la princesse Máxima et le Premier ministre Mark Rutte à Eikenhorst, en 2010.

En 2005, la princesse a fait partie du groupe des conseillers pour les Nations unies dans le cadre de l’année internationale du microcrédit. Pendant cette année internationale et jusqu’à aujourd’hui, la princesse a voyagé dans divers pays du monde pour présenter la finance inclusive.
Outre les représentations officielles aux Pays-Bas où les chefs d’État et de gouvernement sont reçus par les membres de la famille royale, la princesse Máxima participe aussi à des voyages officiels à l’international.
Le 20 octobre 2004, la princesse a obtenu un siège au conseil d’État néerlandais, la plus haute instance consultative et qui est aussi une cour d’administration. De plus, Máxima est l’une des rares membres des maisons régnantes européennes à être partisane des droits des homosexuels, si bien qu’elle a été la première princesse à assister à une conférence des droits « LGBT », le 5 mars 2008,.
À l’occasion des Jeux olympiques de Pékin en 2008 et de ceux de Londres en 2012, la princesse Máxima représente son pays d’adoption lors aux cérémonies d’ouverture avec le prince d’Orange, qui est par ailleurs membre du Comité international olympique.

### Reine des Pays-Bas

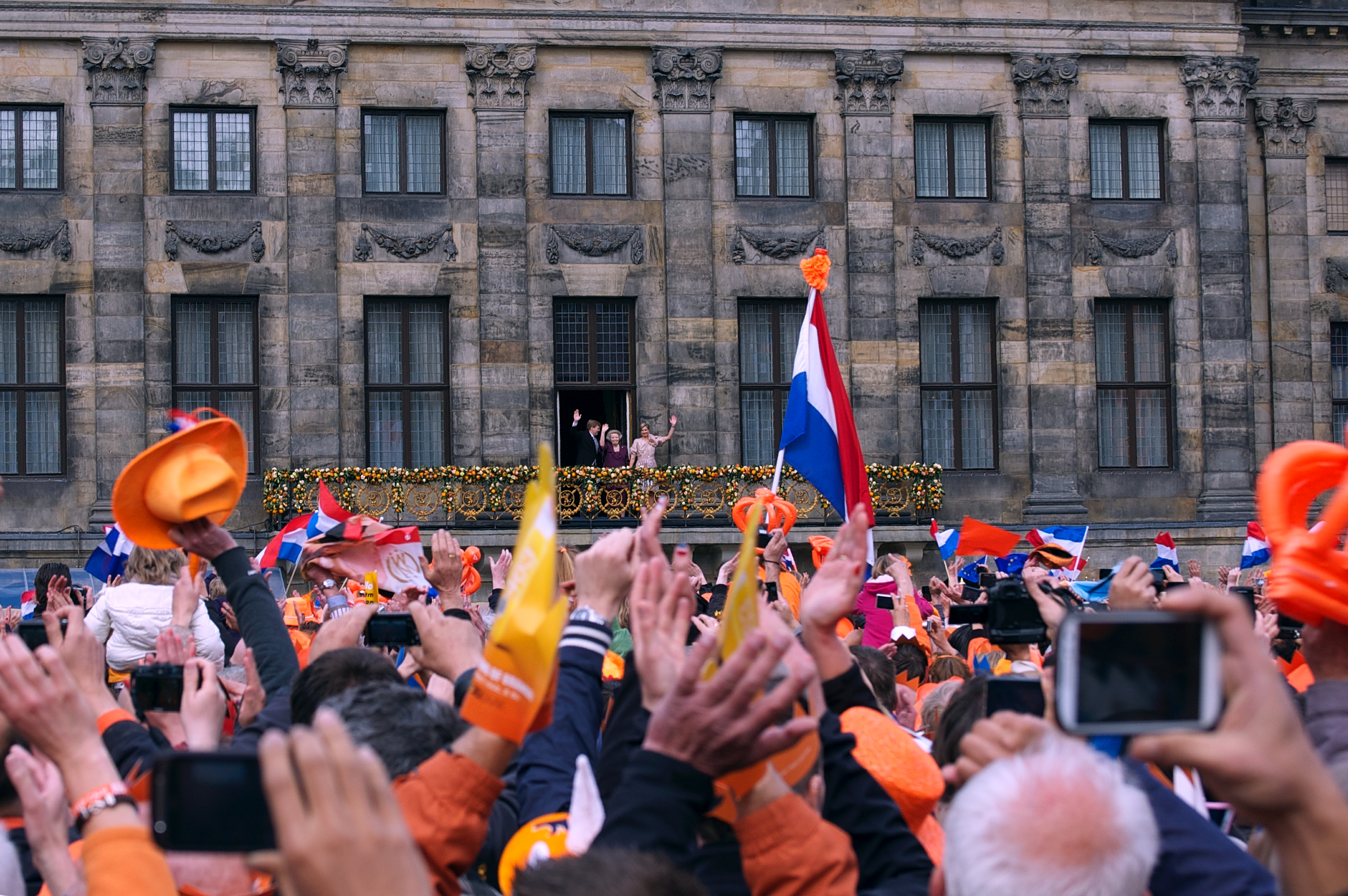
La famille royale des Pays-Bas au balcon du palais d'Amsterdam lors de l’intronisation de Willem-Alexander, en 2013.

Lorsque reine Beatrix abdique, le 30 avril 2013, à l'occasion du 33e anniversaire de son accession au trône, le prince Willem-Alexander lui succède, tandis que la princesse Máxima devient reine.

## Famille
Du mariage avec le roi Willem-Alexander des Pays-Bas, la princesse a donné naissance à trois filles :
- Catharina Amalia Beatrix Carmen Victoria, princesse des Pays-Bas et d’Orange-Nassau, princesse héritière d’Orange (née le 7 décembre 2003)[K 6] ;
- Alexia Juliana Marcela Laurentien, princesse des Pays-Bas et d’Orange-Nassau (née le 26 juin 2005)[K 7] ;
- Ariane Wilhelmina Máxima Inés, princesse des Pays-Bas et d’Orange-Nassau (née le 10 avril 2007)[K 8].

Par ailleurs, la princesse Máxima est la marraine du prince Sverre Magnus de Norvège (né en 2005),, fils d’Haakon, prince héritier de Norvège et de la princesse Mette-Marit de Norvège, ainsi que de la comtesse Leonore d’Orange-Nassau (née en 2002), sa nièce, fille de Constantĳn et de Laurentien des Pays-Bas.

## Titres et honneurs

### Titulature
- 2 février 2002 — 30 avril 2013 : Son Altesse Royale la princesse Máxima des Pays-Bas, princesse d’Orange-Nassau, Madame d'Amsberg (mariage) ;
- depuis le 30 avril 2013 : Sa Majesté la reine, princesse d’Orange-Nassau.

Malgré le fait que la princesse Máxima soit l’épouse du prince d'Orange à partir de 2002, elle ne porte pas le titre de princesse d’Orange avant l'accession de son mari au trône. En effet, l'usage de ce titre est intimement lié à la condition d'héritier présomptif de la Couronne des Pays-Bas et n'est pas transmissible par alliance comme un titre quelconque. Aux yeux de la Constitution néerlandaise Máxima est alors, en effet, simplement « S.A.R. la princesse Máxima des Pays-Bas, princesse d’Orange-Nassau, madame d'Amsberg ». Par ailleurs, à l’accession au trône de son père Willem-Alexander, la princesse Catharina-Amalia, prend le titre de princesse d'Orange en tant que fille aînée et héritière du trône.
Par l'arrêté royal no 41 du 25 janvier 2002, peu avant la célébration du mariage, Máxima Zorreguieta est officiellement intégrée à la noblesse néerlandaise ; lui est officiellement accordé le port des titres de princesse des Pays-Bas, de princesse d'Orange-Nassau, ainsi que le prédicat d’altesse royale. L’arrêté royal no 42 du 25 janvier 2002 permet à la princesse Máxima de porter ses propres armoiries ainsi qu’un étendard personnel.
Le 13 mai 2011, le Parlement néerlandais confirme que la princesse Máxima portera à la montée de son époux sur le trône le titre de « Sa Majesté la reine des Pays-Bas ». Le 30 avril 2013, la reine Beatrix abdique en faveur de son fils, Willem-Alexander, date à laquelle la princesse Máxima devient reine des Pays-Bas, la première à porter ce titre en tant que conjointe d'un souverain depuis Emma de Waldeck-Pyrmont, seconde épouse de Guillaume III, de 1879 à 1890. La princesse Máxima est aussi le seul conjoint d'un monarque des Pays-Bas à avoir des origines roturières.

### Armoiries, étendard et monogramme

Étendard de la reine Máxima des Pays-Bas.
Armoiries de la reine Máxima[K 9].
Monogramme de la reine Máxima.

### Honneurs

#### Honneurs nationaux
- Chevalier grand-croix de l’ordre du Lion néerlandais[30],[31]
- Chevalier grand-croix de l'ordre de la maison d'Orange[32]

#### Honneurs étrangers
- Belgique : grand-croix de l’ordre de la Couronne[N 5]
- Brésil : grand-croix de l’ordre national de la Croix-du-Sud[30]
- Brunéï : ordre très estimé d’honneur de la Famille de Brunéï[33]
- Chili : grand-croix de l’ordre du Mérite[30]
- Émirats arabes unis : membre de l’ordre de l’Union[34]
- France : grand-croix de l’ordre national de la Légion d'honneur
- Espagne : grand-croix de l’ordre d’Isabelle la Catholique[30]
- Luxembourg : grand-croix de l’ordre d’Adolphe de Nassau[35]
- Mexique : ruban de l’ordre de l’Aigle aztèque[36]
- Oman : membre de première classe de l’ordre du sultan Qabus[37]
- Slovaquie : Première classe de l'ordre de la Double Croix Blanche (7 mars 2023)
- Suède : chevalier de l'ordre des Séraphins (11 octobre 2022)
- Suède : commandeur grand-croix de l’ordre de l’Étoile polaire[38]
- Japon : ordre de la Couronne précieuse, 1re classe (2019).
- Pologne: grand-croix de la République  de Pologne.(octobre 2019).
- Portugal : grand collier de l’ordre de l'Infant Dom Henri (10 octobre 2017)

#### Médaille commémorative
- Médaille commémorative à l’occasion du mariage du prince Willem-Alexander et la princesse Máxima (2002)[30]

### Sources
- (en) Cet article est partiellement ou en totalité issu de l’article de Wikipédia en anglais intitulé « Princess Máxima of the Netherlands » (voir la liste des auteurs).

- (es) Cet article est partiellement ou en totalité issu de l’article de Wikipédia en espagnol intitulé « Máxima de los Países Bajos » (voir la liste des auteurs).